# Stimmate di san Francesco (Gentile da Fabriano)
Le Stimmate di san Francesco è un dipinto a tempera e oro su tavola (87x64 cm) di Gentile da Fabriano, databile al 1420 circa e conservato nella Fondazione Magnani-Rocca di Mamiano di Traversetolo (Parma). L'opera era il lato posteriore di uno stendardo processionale, sul cui recto si trovava la scena dell'Incoronazione della Vergine, oggi al Getty Center di Los Angeles.

## Storia
Lo stendardo venne dipinto per una confraternita domiciliata presso il convento di San Francesco a Fabriano, città natale del pittore in cui aveva fatto ritorno da Brescia, dopo i successi veneziani, nella primavera del 1420, ma solo per pochi mesi: ad agosto egli risultava già a Firenze. Probabilmente fece da intermediario tra i confratelli e il pittore Ambrogio de' Bizochis, cugino del cognato Egidio, che aveva infatti sposato la sorella di Gentile. 
L'opera, come ricorda un manoscritto fabrianese del 1827, passò dal convento dei Francescani a quello dei Filippini di Fabriano, sicuramente dopo il 1628, anno di arrivo degli Oratoriani nel centro marchigiano, e alla data di redazione del manoscritto era conservata nel Seminario Diocesano della stessa città. Da prima del 1858 il quadro era già in collezione Fornari a Fabriano e qui si trovava ancora nel 1907, data di pubblicazione dell'opera sul "Bollettino d'Arte" da parte di Arduino Colasanti. Rimase poi nella stessa collezione, nella casa romana dell'Onorevole Gustavo Fornari, almeno fino al 1927. L'opera passò per un istituto bancario di Fabriano e poi in collezione Carminati a Crenna, per giungere nel 1978 nella Fondazione Magnani Rocca dove ancor oggi si trova.

## Descrizione e stile
La scena ha una composizione abbastanza tradizionale, derivata da moduli giotteschi. Francesco, in primo piano a sinistra, distende le braccia verso il crocifisso apparso in cielo tra serafini e dalle ferite della Passione partono raggi che vanno a creare le stimmate del santo. La scena è ambientata sullo sfondo di una roccia ispida punteggiata da alberi e arbusti, mentre a destra si vede frate Leone, fedele compagno di Francesco, che, sdraiato, si copre gli occhi con una mano per pararsi dall'apparizione sfolgorante di Cristo, mentre più indietro si vede una chiesetta che simboleggia il santuario della Verna.
Il fascino dell'opera risiede soprattutto nella luce intensa, che invade la scena ed ha un valore innanzitutto mistico, oltre che di scelta stilistica. La fonte luminosa è dietro al crocifisso e sembra sprigionarsi dal fondo oro, screziando il paesaggio, facendo brillare il fogliame e i fili d'erba, nonché le ghiande delle querce, rappresentate con viva naturalezza.
Queste ricerche luministiche, ben visibili anche nelle pieghe del saio di san Francesco, dalla massa così scultorea, divennero da quegli anni una delle caratteristiche più marcate dello stile maturo dell'artista, culminante nelle opere del periodo fiorentino.
Nel nimbo di Francesco si trova l'iscrizione del nome "Franciscus".